# Torre de Son Ganxo
De Torre de Son Ganxo, ook wel Torre de Punta Prima genaamd, is een laatachttiende-eeuwse verdedigingstoren in Punta Prima, in het zuidoosten van het Baleareneiland Menorca. Het is in 1787 gebouwd en vormde het prototype voor elf andere torens die tussen 1798 tot 1802, tijdens de Britse bezetting van het eiland, langs de kust van Menorca werden gebouwd.

## Beschrijving en geschiedenis

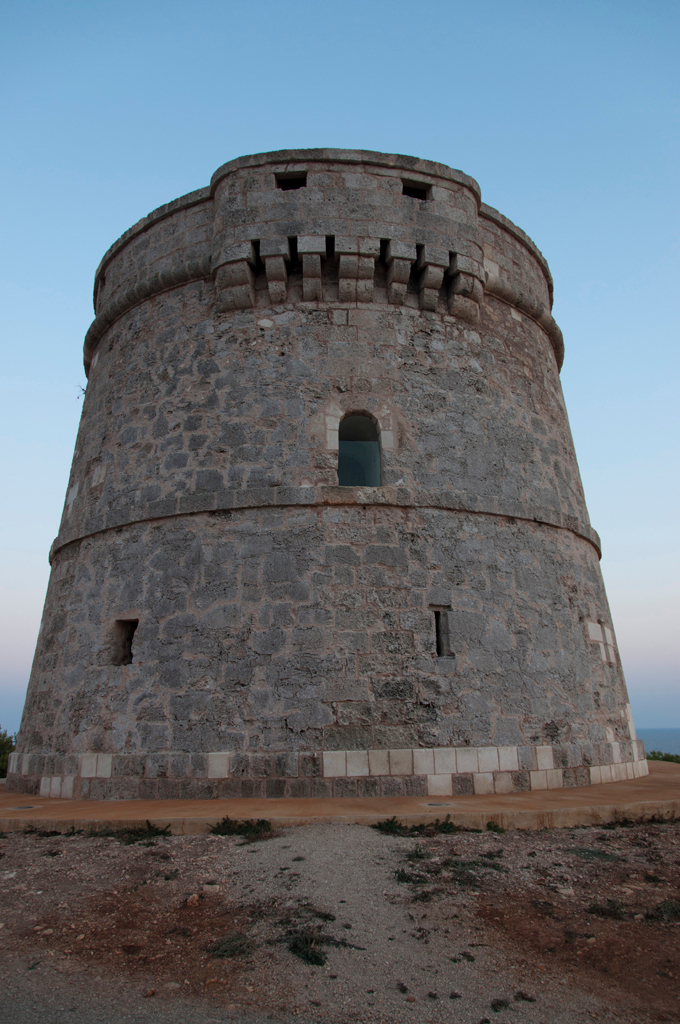
Noordaanzicht met de oorspronkelijke ingang op de eerste verdieping.

De Torre de Son Ganxo werd van 1785 tot 1787, gelijktijdig met de identieke Torre d’Alcalfar, gebouwd volgens het ontwerp van de Spaanse militaire ingenieur Ramón Santander Benicia (1771-1798), met het doel de zuidoostkust van Menorca tegen aanvallen van Algerijnse piraten te beschermen. Aanvallen vanuit zee konden door de circa tweeënhalve kilometer van elkaar verwijderde torens met kruisvuur beantwoord worden. Met uitzondering van de in 1680 gebouwde Torre de Sant Nicolau in Ciutadella waren er tot dan toe op Menorca alleen wachttorens die niet met kanonnen waren uitgerust
De ronde, conische Torre de Son Ganxo werd op 17 juni 1787 in gebruik genomen. De toren is opgetrokken uit een metselwerk van marès, de op de Balearen voorkomende kalkhoudende zandsteen, en mortel, en is aan de buitenzijde met grote steenblokken bekleed. De muren aan zeezijde zijn extra verstevigd om beter weerstand te kunnen bieden aan beschietingen met scheepsgeschut. Het bouwwerk bestaat uit drie niveaus, die aan de buitenzijde herkenbaar zijn door de iets uitspringende vloerstenen. Oorspronkelijk bevond de deuropening zich op de middelste verdieping aan de landzijde en was door middel van een ladder bereikbaar. De etage op de begane grond was in drie kamers verdeeld en werd gebruikt voor de opslag van munitie, buskruit en proviand. De ruimte voor de opslag van het buskruit werd geventileerd met luchtkanalen die in verbinding stonden met de buitenlucht Deze liepen zigzag door de muur, zodat vijanden geen kruitexplosie konden veroorzaken door het naar binnen gooien van brandende voorwerpen. De andere twee kamers waren voorzien van schietgaten. In de fundering van de toren bevond zich een cisterne gevuld met regenwater dat werd opgevangen op het geschutsplatform en dat via goten naar beneden werd geleid.
In het middenniveau bevond zich een ronde ruimte die als onderkomen voor de bemanning dienst deed. Daar bevond zich een haard die diende om te koken en voor de verwarming van de ruimte. Het gewelfde, halfronde plafond droeg een dikke kleilaag om de trillingen veroorzaakt door inslagen van vijandelijk geschut beter te kunnen absorberen. Via een in de dikke muur gebouwde wenteltrap bereikte men een kamer ter hoogte van de borstwering, van waaruit men het geschutsplatform kon betreden. In een tweede kamer in een weererker waren zes mezekouwen aangebracht ter verdediging van de ingang. Deze kamer bezat ook een valluik naar een schacht waarlangs kanonskogels en buskruit naar boven kon worden getakeld uit de benedenliggende verdieping. Deze schacht kon ook dienen om vijandelijke eenheden onder vuur te nemen als het hen was gelukt de toren binnen te dringen.
Op het geschutsplatform bevonden zich drie kanonnen. Ook was er een kleine oven waarmee kanonskogels roodgloeiend konden worden verhit teneinde de vijandelijke houten zeilschepen in brand te schieten.
In november 1798 landden Britse troepen op het eiland en veroverden Menorca zonder veel weerstand te ondervinden ondanks hun numerieke inferioriteit. Om de kust te beschermen tegen een Franse invasie, beval de Britse gouverneur luitenant-generaal Charles Stuart de bouw van martellotorens rondom het eiland. Bij de bouw van deze torens, volgden de Britten grotendeels het Spaanse ontwerp van de Torre de Son Ganxo.

## Huidige functie
De toren is in 2011 gerestaureerd voor een bedrag van € 177.000 en wordt sindsdien gebruikt als jeugdherberg. De ingang bevindt zich tegenwoordig op de begane grond.
Sinds 1985 is Torre de Son Ganxo erkend als Spaans cultuurerfgoed en staat het ingeschreven bij het Spaanse ministerie van Cultuur onder nummer R-I-51-0008584.